# Centumvir
Centumvir (llatí: Centumvir) era el membre d'un consell o cort a l'antiga Roma (Centumviri) equivalent a la cort de justícia que entenia sobre el dret privat. Era un dels dos tribunals permanents o col·legi de jutges que va fundar possiblement Servi Tul·li. Va exercir la seva jurisdicció al menys de l'època d'aquell rei de Roma fins a la fi de l'Imperi Romà d'Occident. L'altre tribunal era el dels Decemvirs, que determinaven sobre la llibertat dels acusats en funció dels delictes comesos.
El nombre original dels seus components era de cent, i per això la cort es deia centumviri ('cent homes'). Sext Pompeu Fest diu que en seu origen els anomenava el pretor, triant-ne tres de cada una de les trenta tribus romanes i afegint-hi els decemvirs, fins a arribar a cent. Quan van augmenta les tribus van arribar fins a cent cinc, però van mantenir el nom, i sota l'Imperi Romà ja n'eren cent vuitanta, i no s'elegien entre les tribus, sinó, segons Dió Cassi, per sorteig. Ovidi diu que si se'n sortia elegit no es podia renunciar al càrrec.
Sembla que sota la República havien de ser-hi tots els membres per poder jutjar, perquè representaven el conjunt del poble. Però més tard, probablement sota August, es van dividir els seus components en quatre sub-corts, que podien actuar de forma separada. Alguns tipus de causes exigien la reunió de dues o de les quatre sub-corts juntes. Plini el Vell diu que sempre presidia un pretor. En temps de Quintilià es reunien a la Basílica Semprònia. August en va donar la presidència als magistrats decemviri stlitibus iudicandi.
Aquesta cort tenia competència en el dret de pas, les propietats, els usdefruits, les herències i els deutes. La querela inofficiosi testamenti (per testament inoficiós, contrari al deure del testador cap ala seus parents) es va establir pels centumviri.
Molts oradors famosos van formar part d'aquest tribunal, entre d'altres, Ciceró, Quintilià i Plini el Jove.